# Södra Filotjärnarna (Edefors socken, Norrbotten, 736755-173987)
Södra Filotjärnarna är en sjö i Bodens kommun i Norrbotten och ingår i Råneälvens huvudavrinningsområde. Södra Filotjärnarna ligger i Råneälven Natura 2000-område.